# 햄린 대학교

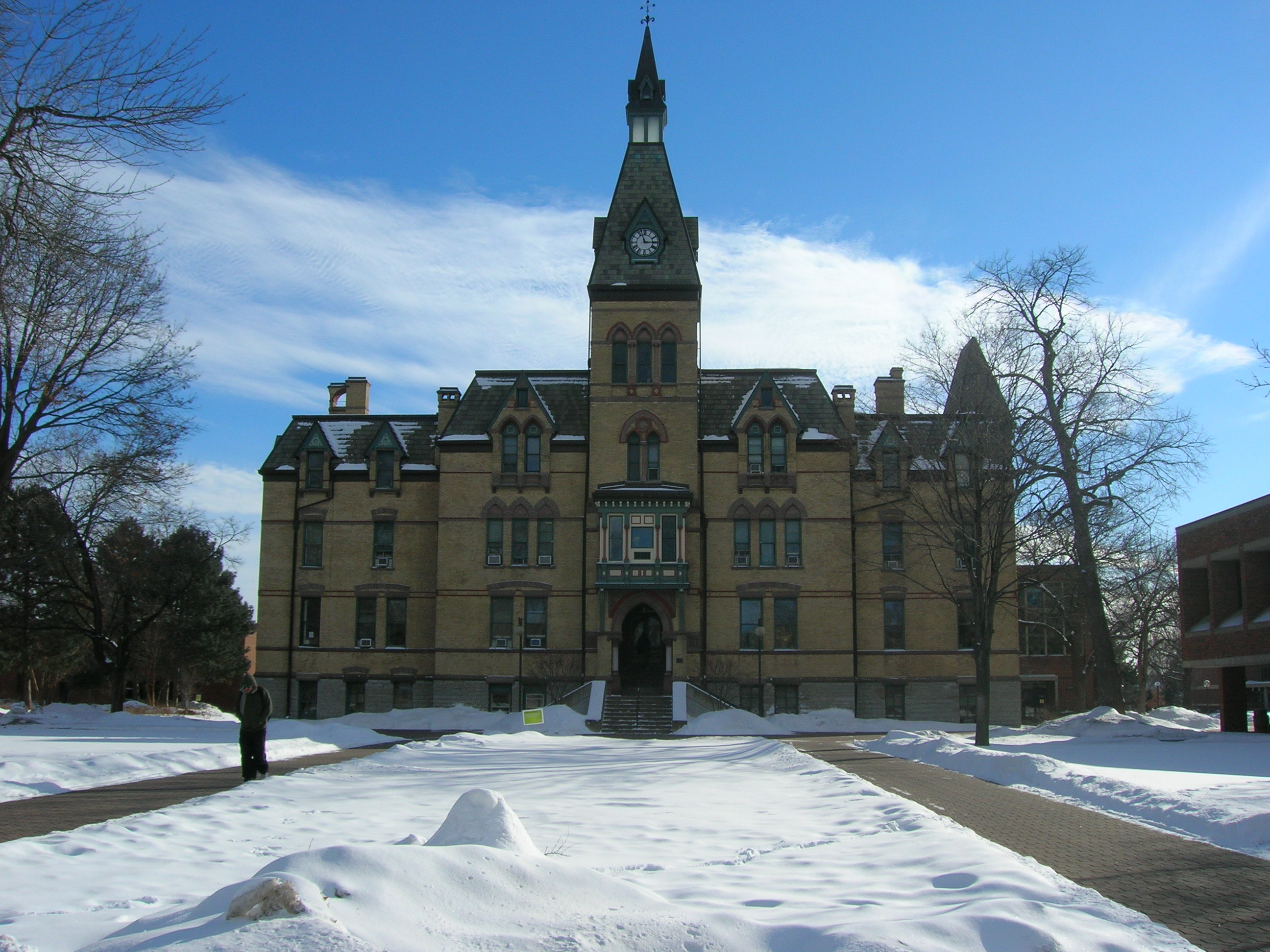
유니버시티 홀 건물

햄린 대학교(Hamline University)는 미국 미네소타주에 있는 사립 종합대학이다. 감리교 계통의 학교이다.
1854년에 설립되어 미네소타주에서 최초로 설립된 대학 중 하나이다. 미네소타 주립 대학교가 더 먼저 설립되었으나, 미네소타 주립 대학교는 1857년에야 학생 등록을 받기 시작했다. 처음 설립될 때부터 19세기에는 드문 남녀공학 대학교였다.
1880년에 현재의 위치인 세인트폴로 이전했다.

## 구성
- 인문대학
- 교육대학원
- 인문대학원
- 법과대학
- 경영대학

## 같이 보기
- 미네소타주의 대학 목록